# Mariana Varela (artista)
Mariana Varela (Ibagué, 1947) es un artista, dibujante, grabadora, pintora y profesora titular de la Universidad Nacional de Colombia particularmente interesada en el dibujo y la educación artística.

## Trayectoria
Estudió en la Escuela de Bellas Artes de la Universidad Nacional de Colombia sede Bogotá entre 1965 y 1970 y, posteriormente con una beca del gobierno colombiano, estudió grabado con William Hayter en el Atelier 17 de Paris entre 1971 y 1974. Se vinculó al Departamento de Bellas Artes de la Universidad Nacional de Colombia en 1975 como profesora de Dibujo y Taller Experimental, una de las asignaturas centrales del programa de Artes Plásticas a partir de la reforma replanteada junto a otros profesores a inicios de la década de 1990. Como docente de la Universidad Nacional de Colombia, sede Bogotá, dirigió el Departamento de Dibujo entre 1987 y 1988, el Departamento de Bellas Artes entre 1988 y 1990, y el Museo de Arte entre 1999 y 2003 cuando se jubiló de esta universidad.
La obra de Mariana Varela ha circulado en exposiciones individuales y colectivas nacionales e internacionales, y ha sido reconocida con premios, becas y comisiones.

## Obra
La producción artística de Mariana Varela se ha manifestado principalmente en prácticas experimentales a través del dibujo. Inicialmente, y hasta entrados los años noventa con aproximaciones al fotorrealismo y temas relacionados con el erotismo, la moda y el género, mientras que en las últimas décadas ha realizado instalaciones de gran escala vinculadas al género del paisaje, el documento fotográfico y la dimensión territorial del conflicto armado en Colombia.

## Exposiciones y reconocimientos seleccionados
Recibió el Primer Premio del Salón de Arte Joven del Museo de Zea en Medellín mientras era estudiante de Bellas Artes en 1969. En 1970 participó en el Salón Panamericano de Artes Gráficas, y en 1971 en la Primera Bienal de Artes Gráficas de Cali, ambas organizadas en el Museo La Tertulia.
En 1975 obtuvo el Primer Premio de los Salón Regional Zona Centro organizado por Colcultura en Ibagué. Este año también participó en la exposición Dibujantes y grabadores colombianos, curada por Alvaro Medina para el Museo de Arte de la Universidad Nacional.
En 1975 fue convocada por Eduardo Serrano para integrar el Primer Salón Atenas realizado en el Museo de Arte Moderno de Bogotá, allí presentó una serie de dibujos hiperrealistas realizados a partir de encuadres fotográficos sobre costuras y pliegues de ropa que evidencian un interés por la sensualidad. Dos años después, en 1977, hizo parte de la exposición “Los novísimos colombianos” presentada en el Museo de Arte Contemporáneo de Caracas, Venezuela, donde Marta Traba, como organizadora, caracterizó el arte contemporáneo colombiano en torno a la obra de 46 jóvenes artistas colombianos menores de 35 años.
En 2005 recibió el Primer Premio del II Salón de Arte Bidimensional de la Fundación Gilberto Alzate Avendaño en Bogotá y la Beca de la Pollock-Krassner Fonudation de New York. En 2013 fue nominada al VII Premio Luis Caballero organizado por el Instituto Distrital de las Artes (IDARTES) en Bogotá.
Desde sus inicios la producción de Mariana Varela se ha incluido en exposiciones, publicaciones, estudios y curadurías que reflexionan sobre el dibujo y la gráfica en Colombia, entre estas: Colombia, años 70, revista al arte colombiano, curada en 2003 por Carmen María Jaramillo para la Sala ASAB de la Facultad de Artes ASAB en Bogotá, y  Múltiples y Originales. Arte y Cultura Visual en Colombia; años 70 curada por el equipo TRansHisTor(ia) para la Fundación Gilberto Alzate Avendaño en 2010.
Algunas de sus obras hacen parte de la colección del Museo de Arte Moderno de Bogotá (MAMBO), el Museo Nacional de Colombia, el Museo La Tertulia en Cali, el Museo de Arte Moderno de Pereira, el Museo de Arte de la Universidad Nacional de Colombia en Bogotá y el Museo de Arte de Ibagué.